# Buślarki
Buślarki (pronunciado [buˈɕlarki] en polaco) (en alemán: Neu Buslar) es un pueblo ubicado en el distrito administrativo de Gmina Połczyn-Zdrój, dentro del Condado de Świdwin, Voivodato de Pomerania Occidental, en el norte de Polonia occidental. Se encuentra aproximadamente a 4 kilómetros al noreste de Połczyn-Zdrój, a 24 kilómetros al este de Świdwin, y a 111 kilómetros al este de la capital regional Szczecin.
Antes de 1945, el área era parte de Alemania. Para la historia de la región, véase Historia de Pomerania.
El pueblo tiene una población de sólo 30 habitantes.